# Urban Žibert
Urban Žibert (Lubiana, 8 maggio 1992) è un calciatore sloveno, centrocampista della Caronnese.

## Carriera

### Club

#### Giovanili
Cresce nelle giovanili del Celje, che nel 2010 lo cede al Portoroz Piran. Dopo un anno con questi ultimi, passa in prestito in Italia, alla Triestina, con cui disputa il Campionato Primavera.

#### Koper
Nel 2011 si trasferisce al Koper con cui ha le sue prime esperienze nel calcio professionistico. Il 17 luglio esordisce in campionato, nella sconfitta esterna 1-0 contro il Mura 05. Trova il suo primo gol nella stagione successiva, il 26 settembre 2012, nella sconfitta interna per 2-3 con il Maribor.

#### Reggina
Nel gennaio 2015 torna in Italia, alla Reggina, in Lega Pro. Esordisce il 31 gennaio nella vittoria casalinga per 2-1 contro il Lecce. Chiude la stagione con 12 presenze e nessun gol.

#### Akragas
Dopo il fallimento della Reggina si accasa alla neopromossa Akragas. Esordisce in Coppa Italia Lega Pro il 18 agosto 2015 nella vittoria 11-1 con la Vigor Lamezia. Segna il suo primo gol in Lega Pro il 31 ottobre nell'1-1 esterno con la Lupa Castelli Romani. Con gli agrigentini termina la stagione con un totale di 34 presenze e 5 gol complessivi.

#### Juve Stabia
Il 19 luglio 2016 viene ufficializzato il suo trasferimento alla Juve Stabia in cambio di Carillo, Carrotta e Gomez. Debutta in Coppa Italia il 29 luglio nella vittoria per 3-1 in trasferta contro il Livorno. L'esordio in campionato avviene invece il 27 agosto nella sconfitta per 3-1 sul campo del Catania. Chiude con 7 presenze.

#### Bassano Virtus
A inizio 2017 passa in prestito con diritto di riscatto ai veneti del Bassano Virtus, sempre in Lega Pro. Fa il suo esordio il 22 gennaio nella vittoria casalinga per 1-0 in campionato sull'Ancona. Termina con 10 apparizioni.

#### Monopoli
Per la stagione 2017-2018 va in prestito al Monopoli, squadra del girone C di Serie C.

#### Ritorni all'Akragas ed alla Reggina
Il 31 gennaio 2018 fa ritorno all'Akragas , in prestito dalla Juve Stabia fino al 30 giugno. L'anno successivo viene ceduto dalla società campana a titolo definitivo alla Reggina, facendo l'ennesimo ritorno della sua carriera in una società: con la squadra calabrese rimane per un solo campionato.

#### Bisceglie
Nell'estae del 2019 passa in prestito al Bisceglie, sempre in Serie C; al termine della stagione fa il suo ritorno in riva allo stretto.

#### Mantova
Il 27 agosto 2020 viene ceduto a titolo definitivo al Mantova. Il 31 gennaio 2022 rescinde il proprio contratto col club lombardo.

#### Vibonese
Il 31 gennaio 2022 si accasa alla Vibonese.

#### Caronnese
Il 7 agosto 2023 viene acquistato dalla Caronnese.

### Nazionale
Dopo aver fatto parte delle selezioni Under-18 e Under-19 il 29 febbraio 2012 esordisce in Under-21 in un'amichevole a Nova Gorica con la Norvegia, subentrando all'83' a Matej Podlogar.

## Statistiche

### Presenze e reti nei club
Statistiche aggiornate al 19 maggio 2022.
| Stagione           | Squadra         | Campionato      | Campionato | Campionato | Coppe nazionali | Coppe nazionali | Coppe nazionali | Coppe continentali | Coppe continentali | Coppe continentali | Altre coppe | Altre coppe | Altre coppe | Totale | Totale | Totale |
| Stagione           | Squadra         | Comp            | Pres       | Reti       | Comp            | Pres            | Reti            | Comp               | Pres               | Reti               | Comp        | Pres        | Reti        | Pres   | Reti   |        |
| ------------------ | --------------- | --------------- | ---------- | ---------- | --------------- | --------------- | --------------- | ------------------ | ------------------ | ------------------ | ----------- | ----------- | ----------- | ------ | ------ | ------ |
| 2011-2012          | Koper           | PSNL            | 22         | 0          | PNZS            | 2               | 0               | UEL                | 0                  | 0                  | -           | -           | -           | 24     | 0      |        |
| 2012-2013          | Koper           | PSNL            | 16         | 1          | PNZS            | 2               | 0               | -                  | -                  | -                  | -           | -           | -           | 18     | 1      |        |
| 2013-2014          | Koper           | PSNL            | 20         | 2          | PNZS            | 0               | 0               | -                  | -                  | -                  | -           | -           | -           | 20     | 2      |        |
| 2014-gen. 2015     | Koper           | PSNL            | 19         | 2          | PNZS            | 1               | 0               | UEL                | 2                  | 0                  | -           | -           | -           | 22     | 2      |        |
| Totale Koper       | Totale Koper    | Totale Koper    | 77         | 5          | -               | 5               | 0               | -                  | 2                  | 0                  | -           | -           | -           | 84     | 5      |        |
| gen.-giu. 2015     | Reggina         | LP              | 10+2       | 0          | CI+CI-LP        | 0               | 0               | -                  | -                  | -                  | -           | -           | -           | 12     | 0      |        |
| 2015-2016          | Akragas         | LP              | 30         | 5          | CI-LP           | 4               | 0               | -                  | -                  | -                  | -           | -           | -           | 34     | 5      |        |
| 2016-gen. 2017     | Juve Stabia     | LP              | 7          | 0          | CI+CI-LP        | 2+1             | 0               | -                  | -                  | -                  | -           | -           | -           | 10     | 0      |        |
| gen.-giu. 2017     | Bassano Virtus  | LP              | 9          | 0          | CI+CI-LP        | -               | -               | -                  | -                  | -                  | -           | -           | -           | 10     | 0      |        |
| ago. 2017-gen.2018 | Monopoli        | C               | 11         | 0          | CI-C            | -               | -               | -                  | -                  | -                  | -           | -           | -           | 11     | 0      |        |
| gen.-giu.2018      | Akragas         | C               | 13         | 0          | CI-C            | -               | -               | -                  | -                  | -                  | -           | -           | -           | 13     | 0      |        |
| 2018-2019          | Reggina         | C               | 30         | 0          | CI+CI-C         | 0               | 0               | -                  | -                  | -                  | -           | -           | -           | 0      | 0      |        |
| Totale Reggina     | Totale Reggina  | Totale Reggina  | 42         | 0          | -               | 0               | 0               | -                  | -                  | -                  | -           | -           | -           | 42     | 0      |        |
| 2019-2020          | Bisceglie       | C               | 12         | 0          | CI-C            | 0               | 0               | -                  | -                  | -                  | -           | -           | -           | 12     | 0      |        |
| 2020-2021          | Mantova         | C               | 32+1       | 4          | CI              | 0               | 0               | -                  | -                  | -                  | -           | -           | -           | 33     | 4      |        |
| 2021-gen. 2022     | Mantova         | C               | 15         | 0          | CI-C            | 2               | 0               | -                  | -                  | -                  | -           | -           | -           | 17     | 0      |        |
| Totale Mantova     | Totale Mantova  | Totale Mantova  | 47+1       | 4          |                 | 2               | 0               |                    | -                  | -                  |             | -           | -           | 50     | 4      |        |
| gen.-giu. 2022     | Vibonese        | C               | 14         | 0          | CI-C            | -               | -               | -                  | -                  | -                  | -           | -           | -           | 14     | 0      |        |
| Totale carriera    | Totale carriera | Totale carriera | 256        | 13         |                 | 14              | 0               |                    | 2                  | 0                  |             | -           | -           | 272    | 13     |        |

### Cronologia presenze e reti in nazionale
| Cronologia completa delle presenze e delle reti in nazionale ― Slovenia under 21 | Cronologia completa delle presenze e delle reti in nazionale ― Slovenia under 21 | Cronologia completa delle presenze e delle reti in nazionale ― Slovenia under 21 | Cronologia completa delle presenze e delle reti in nazionale ― Slovenia under 21 | Cronologia completa delle presenze e delle reti in nazionale ― Slovenia under 21 | Cronologia completa delle presenze e delle reti in nazionale ― Slovenia under 21 | Cronologia completa delle presenze e delle reti in nazionale ― Slovenia under 21 | Cronologia completa delle presenze e delle reti in nazionale ― Slovenia under 21 |
| Data                                                                             | Città                                                                            | In casa                                                                          | Risultato                                                                        | Ospiti                                                                           | Competizione                                                                     | Reti                                                                             | Note                                                                             |
| -------------------------------------------------------------------------------- | -------------------------------------------------------------------------------- | -------------------------------------------------------------------------------- | -------------------------------------------------------------------------------- | -------------------------------------------------------------------------------- | -------------------------------------------------------------------------------- | -------------------------------------------------------------------------------- | -------------------------------------------------------------------------------- |
| 29-2-2012                                                                        | Nova Gorica                                                                      | Slovenia under 21                                                                | 2 – 2                                                                            | Norvegia under 21                                                                | Amichevole                                                                       | -                                                                                | 83’                                                                              |
| 6-2-2013                                                                         | Rio Maior                                                                        | Portogallo under 21                                                              | 0 – 0                                                                            | Slovenia under 21                                                                | Amichevole                                                                       | -                                                                                | 62’                                                                              |
| 6-9-2013                                                                         | Mosca                                                                            | Russia under 21                                                                  | 2 – 1                                                                            | Slovenia under 21                                                                | Qual. Europeo Under-21 2015                                                      | -                                                                                | 62’                                                                              |
| 15-10-2013                                                                       | Nova Gorica                                                                      | Slovenia under 21                                                                | 2 – 1                                                                            | Bulgaria under 21                                                                | Qual. Europeo Under-21 2015                                                      | -                                                                                | 59’- 68’                                                                         |
| 15-11-2013                                                                       | Capodistria                                                                      | Slovenia under 21                                                                | 0 – 1                                                                            | Russia under 21                                                                  | Qual. Europeo Under-21 2015                                                      | -                                                                                | 46’                                                                              |
| 19-11-2013                                                                       | Stara Zagora                                                                     | Bulgaria under 21                                                                | 1 – 5                                                                            | Slovenia under 21                                                                | Qual. Europeo Under-21 2015                                                      | -                                                                                |                                                                                  |
| 5-3-2014                                                                         | Capodistria                                                                      | Slovenia under 21                                                                | 2 – 1                                                                            | Croazia under 21                                                                 | Amichevole                                                                       | -                                                                                | 46’                                                                              |
| 30-5-2014                                                                        | Andorra la Vella                                                                 | Andorra under 21                                                                 | 0 – 5                                                                            | Slovenia under 21                                                                | Qual. Europeo Under-21 2015                                                      | -                                                                                | 63’                                                                              |
| Totale                                                                           |                                                                                  | Presenze                                                                         | 8                                                                                |                                                                                  | Reti                                                                             | 0                                                                                |                                                                                  |